# 기자키역
기자키역(일본어: 木崎駅)은 일본 군마현 오타시에 있는 역이다. 역 번호는 TI 20이다.

## 역사
- 1910년 3월 27일: 도부 철도 이세사키 선의 오타 ~ 신이세사키 역 구간 개통과 함께 영업 개시.
- 1925년 11월 27일: 당역 ~ (화)도쿠가와 하안 사이에 도쿠가와 하안선 개업.
- 1927년 10월 1일: 도부 철도 이세사키 선의 다테바야시 ~ 이세사키 역 구간 전철화.
- 1968년 6월 11일: 도쿠가와 하안선 폐지.
- 2006년 3월 18일: 오타 ~ 이세사키 구간 원맨 운전 개시.

## 역 구조
상대식 승강장 2면 2선의 지상역으로 유인역이다.

### 타는 곳
| 번호 | 노선        | 방향 | 행선                                                                                         |
| ---- | ----------- | ---- | -------------------------------------------------------------------------------------------- |
| 1    | 이세사키 선 | 상행 | 오타・아시카가시・다테바야시・ 도부 스카이트리 라인 기타센주・도쿄 스카이트리・아사쿠사 방면 |
| 2    | 이세사키 선 | 하행 | 이세사키 방면                                                                                |

## 역 주변
- 오타 시청 오지마 청사(옛, 오지마 정사무소)
- 오타 시청 기자키 행정 센터
- 오타 시청 오지마 행정 센터
- 오타 시 오지마 체육관
- 중앙 소방서 호센 출장소
- 오지마 우체국
- 군마 현립 오타 플렉스 고등학교
- 삿포로 맥주 군마 공장

## 인접역
| 도부 철도 이세사키 선        | 도부 철도 이세사키 선 | 도부 철도 이세사키 선      |
| ---------------------------- | --------------------- | -------------------------- |
| TI 19 호소야 다테바야시 방면 |                       | 세라다 TI 21 이세사키 방면 |